# Мари Мердрак
Мари Мердрак (око 1610 – 1680) је била француска хемичарка и алхемичарка позната по писању књиге La Chymie Charitable et Facile, en Faveur des Dames (Лака хемија за жене), расправе о хемији намењене обичним женама. Кроз ову књигу њено име је опстало до данашњих дана, а научници тврде да је ово било прво дело о хемији или алхемији које је урадила жена, након Марије Јеврејке (Марије Пророчице) у касном класичном периоду. Историчарка Лусија Тоси описала је Мердракову као прву жену која је објавила књигу о раној хемији. Иако није била вољна да пише, забринута због критика оних који не верују да би жене требало да се образују, била је прото-феминисткиња и веровала је да „умови немају пол“.

## Лични живот
Мари Мердрак је рођена у земљопоседничкој породици у Мандре-ле-Росу, данашњем предграђу Париза. Њен отац је био Винсент Мердрак (ум. 1650), локални бележник, а мајка Елизабет Довет (ум. 1636). Имала је млађу сестру, Мадам ла Гет, рођену Катерина Мердрак (1613-1676), која је касније написала Мемоаре. Као дете, Мари Мердрак је била озбиљнија од своје млађе сестре и била је кума неколицини деце у свом селу. Године 1625, када је имала око 15 година, удала се за Хенрија де Вибрака, команданта гардијске јединице Шарла де Валоа. Преселила се у Дворац Гробоа где је упознала грофицу де Гиш, жену Армана де Грамона, грофа де Гиша. Постали су веома добри пријатељи, а Мердракова ће касније посветити своју расправу хемији грофици.

## Образовање и каријера
Мари Мердрак је била самоука и учила је хемију користећи радове и експерименте других научника и читајући теоријске радове о алхемији и хемији. У својим студијама обухватила је лабораторијске технике, својства лекова и козметику. У свом раду имала је и табелу тегова и 106 алхемијских симбола који су се тада користили у медицини. Имала је сопствену лабораторију у којој је изводила експерименте у циљу побољшања живота жена, производила кућне лекове и козметичке производе и вредно бележила своје рецепте. Такође је нудила да даје приватне часове женама у сопственој лабораторији, ако нису довољно самоуверене да саме експериментишу. Мердрак је имала приступ пећи са високом температуром коју је користила за своје експерименте, неуобичајено за то време, јер је захтевала посебну дозволу краља. Ово сугерише да је морала имати такав краљевски пристанак, вероватно стечен кроз њену везу са грофицом де Гиш.

## La Chymie Charitable et Facile, en Faveur des Dames
Године 1656. или 1666. Мари Мердрак је објавила своју чувену расправу La Chymie Charitable et Facile, en Faveur des Dames („Корисна и лака хемија, за добробит дама“). Ова расправа је била једно од првих дела о хемији које је написала жена. Ово дело је доживело неколико издања на француском (1666, 1674, 1680, 1687, и 1711.) и преведено је на немачки (четири издања од 1673 — 1712) и италијански. Рад, који су одобрили регент-мастери Медицинског факултета у Паризу, фокусиран је на пружање приступачних третмана за сиромашне.
Рад је подељен на шест делова; први део се фокусира на принципе и операције, посуде,  пећи, карактеристике и тежине. Други део се бавио лековитим биљем и лековима направљеним од таквих биљака. Трећи део се бавио животињама, а четврти део металима. Пети део се фокусирао на прављење сложених лекова, а део 6 је покривао методе очувања и повећања лепоте. Мердракова је у уводу о својим методама написала: „Била сам веома опрезна да не идем даље од свог знања, и могу да гарантујем да је све што наводим истинито, и да су сви моји лекови тестирани; за које хвалим и славим Бога“ (превод Бишоп и ДеЛоах, 1970). На другој страници њене расправе налазе се француске речи „les esprits n'ont point de sexe“, преведене као „умови немају пол“. У то време није било идеално да жене буду научници. Мердракова је тога била свесна, па је желела да докаже да може да изда уџбеник за жене и да их такође образује.
Од 1970-их, научници расправљају о природи La Chymie Charitable et Facile, en Faveur des Dames, а неки тврде да је то дело о алхемији, а не о хемији. Лонда Шибингер је Мердракову La Chymie ставила у традиционалне медицинске куварске књиге. La Chymie има много сличности са libri de segreti, медицинским и козметичким књигама које су биле популарне у ренесансној Италији, а које су повремено писале жене.

## Погледи на род
Поред значаја њеног рада у смислу женских научних подухвата, неки су Мердракову видели као протофеминисткињу. У свом уводу, Мердрак оцртава своју „унутрашњу борбу“ између савременог женског идеала, који је  описала као „ћутање, слушање и учење, без показивања... знања“. Међутим, она одлучује да би „било грех против милосрђа сакрити знање које ми је Бог дао, а које може бити од користи свету“.

## Утицај
La Chymie је заинтересовала Молијера и на њему је засновао своју комедију Les Femmes Savantes (Учене жене). Ова сатирична представа истакла је жене које су већину свог времена посветиле експериментима и испитивањима, али и критикује и исмева различите групе, међу којима је и les femmes precieuses, што је стереотипна група образованих жена Француске. Међутим, док се у представи помињу предмети као што су физика, математика и астрономија, не помиње се хемија. Један од разлога зашто ова сатира не укључује хемију могао би бити тај што је Les Femmes Savantes написана 1672, шест година након првог издања Мердракове La Chymie Charitable, и две године пре другог. Ова сатира прогурала је идеју да жене не би требало да буду образоване, истичући да су, ако јесу, те жене наводно досадне и педантне.